# Hyperbaena cubensis
Hyperbaena cubensis är en tvåhjärtbladig växtart som först beskrevs av August Heinrich Rudolf Grisebach, och fick sitt nu gällande namn av Ignatz Urban. Hyperbaena cubensis ingår i släktet Hyperbaena och familjen Menispermaceae. Utöver nominatformen finns också underarten H. c. parvifolia.